# Acanthophorus maculatus
Acanthophorus maculatus is een kever uit de familie van de boktorren (Cerambycidae). De wetenschappelijke naam van de soort is, als Prionus maculatus, voor het eerst geldig gepubliceerd in 1793 door Johann Christian Fabricius.